# Conan (videojuego de 2007)
Conan es un videojuego en tercera persona de acción-aventura/Hack and Slash, basado en el personaje literario Conan el Bárbaro. El juego fue desarrollado por Nihilistic Software y publicado por THQ lanzado para Xbox 360 y PlayStation 3 el 28 de septiembre en Europa y 23 de octubre de 2007 en América del Norte.

## Historia
Después de incursionar en una tumba y desencadenar una entidad encarcelada conocida como "La Peste Negra", Conan se encontró inconsciente y despojado de su armadura mágica. Él se encuentra flotando en el mar un rato más tarde y va en búsqueda para averiguar lo que ocurrió a él y al monstruo que fue desatado. 
En sus viajes, conoce a una guerrera que también está en busca de la armadura de  Conan, ya que posee propiedades mágicas las que puede detener la destrucción de sus tierras a manos de La Peste Negra.